# Albergaria-a-Velha
Albergaria-a-Velha – miejscowość w Portugalii, leżąca w dystrykcie Aveiro, w regionie Centrum w podregionie Baixo Vouga. Miejscowość jest siedzibą gminy o tej samej nazwie.

## Demografia
| Liczba ludności gminy Albergaria-a-Velha (1849–2011) | Liczba ludności gminy Albergaria-a-Velha (1849–2011) | Liczba ludności gminy Albergaria-a-Velha (1849–2011) | Liczba ludności gminy Albergaria-a-Velha (1849–2011) | Liczba ludności gminy Albergaria-a-Velha (1849–2011) | Liczba ludności gminy Albergaria-a-Velha (1849–2011) | Liczba ludności gminy Albergaria-a-Velha (1849–2011) | Liczba ludności gminy Albergaria-a-Velha (1849–2011) | Liczba ludności gminy Albergaria-a-Velha (1849–2011) |
| ---------------------------------------------------- | ---------------------------------------------------- | ---------------------------------------------------- | ---------------------------------------------------- | ---------------------------------------------------- | ---------------------------------------------------- | ---------------------------------------------------- | ---------------------------------------------------- | ---------------------------------------------------- |
| 1849                                                 | 1900                                                 | 1930                                                 | 1960                                                 | 1981                                                 | 1991                                                 | 2001                                                 | 2004                                                 | 2011                                                 |
| 4717                                                 | 13 526                                               | 15 293                                               | 18 446                                               | 21 326                                               | 21 995                                               | 24 638                                               | 25 497                                               | 25 252                                               |

## Sołectwa
Sołectwa gminy Albergaria-a-Velha (ludność wg stanu na 2011 r.)
- Albergaria-a-Velha (8528 osób)
- Alquerubim (2381 osób)
- Angeja (2073 osoby)
- Branca (5621 osób)
- Frossos (887 osób)
- Ribeira de Fráguas (1713 osób)
- São João de Loure (2009 osób)
- Valmaior (2040 osób)